# Little Girl Blue
Little Girl Blue, también conocido como Jazz As Played in an Exclusive Side Street Club, es el primer álbum de la cantante, pianista y compositora de jazz Nina Simone. Fue publicado a través de Bethlehem Records en febrero de 1959.

## Lista de canciones
1. "Mood Indigo" – (Duke Ellington, Barney Bigard, Irving Mills)
2. "Don't Smoke in Bed" – (Willard Robison)
3. "He Needs Me" – (Arthur Hamilton)
4. "Little Girl Blue" – (Richard Rodgers, Lorenz Hart)
5. "Love Me or Leave Me" – (Walter Donaldson, Gus Kahn)
6. "My Baby Just Cares for Me" – (Walter Donaldson, Gus Kahn)
7. "Good Bait" (instrumental) – (Count Basie, Tadd Dameron)
8. "Plain Gold Ring" – (George Stone (aka Earl Burroughs))
9. "You'll Never Walk Alone" (instrumental) – (Richard Rodgers, Oscar Hammerstein II)
10. "I Loves You, Porgy" – (DuBose Heyward, George Gershwin, Ira Gershwin)
11. "Central Park Blues" (instrumental) – (Nina Simone)

## Personal
- Nina Simone – voz, piano, arreglos
- Jimmy Bond – contrabajo
- Albert "Tootie" Heath – batería
- Joseph Muranyi – notas de álbum